# Sundhedsvæsenet (dokumentarfilm)
|  | Denne artikel er oprettet af botten Steenthbot ud fra en ekstern database. Den kan derfor have sproglige fejl eller mangler. Denne skabelon kan fjernes efter kontrol af indholdet. |

Sundhedsvæsenet er en dansk dokumentarfilm fra 1939 instrueret af Jette Bang.

## Handling
På sygehuset rengøres hospitalsgangene. Morgenmad tilberedes af sygepleje-elever. Vaccination. Umanakfjorden, mange isbjerge.
På bopladsen modtages sygeplejerske (avisudklip på væggene). Lungepustning. Tandpleje. Børnesanatoriet i Umanak. Børn bades i kvartslys.